# Українське товариство мисливців та рибалок
Українське товариство мисливців і рибалок (УТМР) — всеукраїнська громадська (неурядова) організація, що об'єднує мисливців та рибалок, одна з найбільших громадських організацій України.
Всеукраїнське товариство мисливців і рибалок засноване 10 липня 1921 року.

## Структура товариства
Основною ланкою Українського товариства мисливців і рибалок є первинна організація.
Згідно з поданою на офіційному сайті УТМР інформацією, в УТМР налічується 280,9 тис. членів цієї організації, з яких: мисливців — 232,8 тис. громадян, рибалок — 48,1 тис. громадян; У складі УТМР — 24 обласних регіональні організації, Київська міська і Севастопольська регіональна організації, а також 467 районних і 7789 первинних організацій.

## Мисливські угіддя
Організації УТМР за рішеннями обласних рад отримали в користування 33,3 млн га мисливських угідь. За своєю структурою ці угіддя включають: лісові угіддя — 3,4 млн га (10 %), поля і луки — 28,1 млн га (86 %), водно-болотяні угіддя — 1,3 млн га.

## Штат товариства
Роботу товариства координує Президія Всеукраїнської ради УТМР.
У товаристві працюють 2 995 штатних співробітників. З цього числа 2 677 — єгері.